# Osmansko Carstvo
Osmansko Carstvo (osm. دولتِ عَليه عُثمانيه, Devlet-i Aliye-i Osmaniye – "Osmanska Uzvišena Država"; tur. Osmanlı Devleti – "Osmanska država," ili Osmanlı Imparatorluğu – "Osmansko carstvo", a drugim nazivima i Osmanlijsko Carstvo, Otomansko Carstvo te Tursko Carstvo) bilo je carstvo koje je 1299. godine osnovao Osman I. na Bliskom istoku. Na vrhuncu moći kontroliralo je teritorije u današnjoj Turskoj, jugozapadnoj Aziji, sjevernoj Africi i jugoistočnoj Europi između 14. i 20. stoljeća. U 16. i 17. stoljeću Osmansko Carstvo bila je jedna od najjačih država na svijetu.

## Politički ustroj
Neke od karakteristika osmanlijske države nisu se promijenile bez obzira na njenu višestoljetnu dugotrajnost.
U diplomatskim krugovima, za carstvo se često upotrebljavala riječ Divan. Divan je inače bio carski savjet koji se sastajao u dijelu carskog dvora, saraja, poznatom kao Bâb-i-âlî (بابِ علی, "velika vrata") ili Topkapı ("topovska vrata"); ovdje su osmanski sultani dočekivali strane izaslanike i veleposlanike.

### Sultani
Osmanlijski sultan bio je službeno jedini upravnik i vladar carstva.
Iako su prvi osmanlijski vladari nosili naslov bega (bey), time priznavajući suverenitet Seldžučkog sultanata, Murat I. je bio prvi Osmanlija koji je ponio naslov sultana, tj. "cara" ili "kralja."  Padom Carigrada, 1453., država je uveliko stala na put postanka moćne carevine, tako da je Mehmed Osvajač zaista postao njen prvi istinski car, odnosno padišah.
Od 1517. naovamo, osmanski sultan je istovremeno bio i kalif islama, tako da je Osmansko Carstvo od ove godine pa do sve do svog raspada, 1922. (odnosno do ukidanja kalifata, 1924.), u stvari bilo i kalifat, tj. islamska vjerska država.

### Državno uređenje
Iako je osmanska država prošla kroz niz uređenja i preuređenja, neke od glavnih struktura su ostale neizmijenjene. Uvijek je postojao netko tko je bio potpuno odgovoran za upravu države, tj. sultan carevine. Odluke je uvijek razmatrao divanski savjet, dok je konačnu riječ uvijek imao sultan. U začecima carstva, ovaj savjet su činili plemenski starci. Kasnije je on promijenjen tako da je uključivao vojne profesionalce i mjesne viđenije ljude (elitu), poput vjerskih i političkih savjetnika visokog staleža. Članovi divana su nazvani veziri (ministri), kojima je nešto kasnije počeo predsjedavati Veliki vezir (premijer), preuzimajući neke od sultanovih odgovornosti.
Visoka Porta je bio sultanov otvoreni dvor, nazvan po vratima na ulazu u glavne urede Velikog vezira, gdje je sultan primao strane izaslanike. Vremenom, Veliki vezir je postao jednako važan ili čak važniji od samog sultana.
Od 1908., država je bila ustavna monarhija, u kojoj je sultan izgubio isključivu izvršnu moć, s parlamentom koji su sačinjavali predstavnički poslanici iz provincija.

### Vojska
Početak 16. stoljeća je doba najvećeg uzleta turske sile u povijesti. Mnogobrojni ratovi bili su utkani u tkivo turske politike, ne samo šerijatskom obvezom borbe protiv nevjernika, nego i iskonskom agresivnošću turskih nomada željnih osvajanja i plijena. No to možemo objasniti i socio-psihološkim razlozima. Osmanski imperij imao je golemi vojni aparat. S njim je mogao vrlo učinkovito osvajati zemlje po želji, a nije mu odgovaralo dugo razdoblje mira jer bi se profesionalna vojska vična samo ratnom zanatu ubrzo pobunila. Stalnim ratovima održavali su ih u “kondiciji”.
Sljedeći na popisu razloga je i neizbježna vjerska komponenta, naime, Islam propovijeda “sveti rat” protiv svih nevjernika tzv. Džihad. To obvezuje sve muslimane da sudjeluju u borbi. Kuran, sveta knjiga muslimana obećava ulazak u Dženet, raj za onoga koji pogine u borbi za vjeru. Svi ti čimbenici utjecali su na stvaranje carstva od Perzije i Egipta na jugu do Mađarske na sjeveru, i na moru od Tunisa do Krima, ali su i sudbinski utjecali na oblikovanje karte Europe.
Početkom 16. stoljeća Turska vojska poprima goleme razmjere, ali je i dalje u čvrstim rukama sultana, činovničkog i vjerskog vodstva. To je savršeni stroj za ispunjavanje njihovih političkih ciljeva.
U osnovi turska vojska sastoji se od dva sastavna elementa:
To su centralna vojska visoke porte. Profesionalna, visoko motivirana i dobro plaćena vojska s vrlo zamršenom zapovjednom linijom. "Srce" tog dijela vojske su janjičari (yeni-Cery – nova vojska Tur.), vojnici pješaci novačeni kao djeca dankom u krvi. Ta osnovna postrojba centralne vojske bila je, prema mišljenju stručnjaka, najbolja vojska ili vojna postrojba svoga vremena.
Drugi, puno manji dio centralne vojske činili su Psetari (Šekbani). Tako su se nazivali zbog svog osnovnog i prvotnog zadatka da za sultana idu u lov, vode i uzgajaju pse. Kada znamo kakav su status imali lovački psi, rasni Arapski Saluki-hrtovi, onda nam je jasna i visoka pozicija Šekbana). Tijekom srednjeg vijeka ta je postrojba evoluirali u sultanovu osobnu tjelesnu stražu i “ interventne postrojbe “ u slučaju pobune ili nereda u samoj prijestolnici. Mali ali ne i nevažan dio centralne vojske činili su spahije, oko 6000 dobro naoružanih jurišnih teških konjanika koji nisu potpadali pod zakon Timara (lenskog zemljoposjeda) nego su bili smješteni u vojarnama i dobivali redovitu mjesečnu plaću. Od spahija iz pokrajina razlikovali su se po mnogo bogatijoj i jednoobraznoj odori.
Sljedeći su bili topnici (TOPČU)  a posebno cijenjeni rod vojske bio je oružari. Oni su proizvodili, održavali i čuvali oružje, streljivo i barut. Bili su visoko cijenjeni u društvu i općenito rijetko su se viđali u srcu bitke, bili su za ondašnje prilike vrlo obrazovani ali i fanatično odani sultanu i Visokoj porti. Prema arhivskim izvorima procijenjuje se da je efektiva te centralne vojske bila oko 30 000 ljudi stalno pod oružjem i svakog trenutka spremnih za akciju.
Drugi neizostavni dio vojske Visoke Porte bila je pokrajinska vojska. Iako slabije naoružana nego centralna, i daleko lošije obučena, često je bila presudna u bitkama prije svega zbog svoje brojnosti. Naravno kao i druge vojske imali su svoje elitne trupe, pješačke masovne trupe i trupe posebne namjene, opskrbe, tvrđavske posade i izvidnike.
Na prvom mjestu izdvajaju se spahije (ispahy). To je teška oklopna feudalna konjica vrhunske kvalitete prema mjerilima onog doba.
Sustav dojave bio je sličan američkom pony-expressu. Jedan glasnik mijenjao je konja na svakih 50 km u sarajima i mogao za enormno kratko vrijeme obavijestiti ogroman broj ljudi. Postojao je i sustav golubova pismonoša kojeg su Turci preuzeli od Bizanta. Kad vojska krene na odredište usput im se pridružuju lokalne postrojbe gdje im je najzgodnije.

## Povijest
Osmansko Carstvo osnovalo je pleme Turaka Oguza sa zapadnih područja današnje Turske, kojima je vladala Osmanska dinastija. Carstvo je doseglo vrhunac pod vlašću Sulejmana I., koji je velikim brojem vojnih pohoda proširio carstvo na zapad, istok i jugoistok. Do prekretnice u ratu s europskim državama došlo je s velikim osmanskim porazom kod Beča 1683. Iako se u sljedećem stoljeću ratna sreća mijenjala, s izgubljenim i ponovo osvojenim pokrajinama, carstvo je općenito bilo u defenzivi. U 19. stoljeću carstvo postaje samo jedna od sila u sukobima oko Balkana i drugih područja, u kojima sudjeluju Rusija, Austrija, Engleska i Francuska. Na Balkanu, kao i u samoj Turskoj, budi se nacionalizam. Početkom 20. stoljeća Mladoturci traže reforme. U 1. svjetskom ratu carstvo gubi sve posjede osim Turske. Kemal Atatürk službeno proglašava republiku 29. listopada 1923., a zadnji sultan zauvijek napušta zemlju.

### Počeci
Osmansko Carstvo osnovalo je pleme Turaka Oguza sa zapadnih područja današnje Turske, kojima je vladala Osmanska dinastija.
O povijesti Osmanlija prije XIII. stoljeća još je mnogo toga nepoznatog. Opće je prihvaćeno da je osnivač osmanske države, tj. kasnijeg Osmanskog Carstva, bio Osman, sin Erthogrula, jednog od turkmenskih vođa. Otac Erthogrul dobio je kao gazija od seldžučkog sultana Alaldina II feudalne posjede i zemlje zvane bejlik (beylik) ili emirat, sa sjedištem u gradu Sogutu, na bizantskoj granici unutar Male Azije. S pripadnicima jednog broja svog turkmenskog plemena čuvao je granicu i, kao i druge gazije, predvodio prepade na bizantski teritorij. Te posjede naslijedio je njegov sin Osman. Osmanov sin Orhan (1324. – 1362.), proglasivši se sultanom, osvojio je Bursu i pretvorio je u prijestolnicu Osmanse države.

### Sulejman I.
Razdoblje vladavine Sulejmana I. (1520. – 1566.) može se smatrati vrhuncem moći Osmanskog Carstva. Osmanski i turski povijesni tekstovi dali su mu nadimak "Kanuni" (zakonodavac) zbog njegovih zakonika o upravljanu zemljom i financijama, dok je u Europi nazvan "Veličanstveni". U vrijeme njegove vladavine ostvareni su majstorski arhitektonski zahvati Mimar Sinanija. Glasio je i kao najveći mecena od svih osmanskih vladara. Velikim brojem vojnih pohoda proširio je carstvo na zapad, istok i jugoistok.

### Jesen carstva
Porta je 1683. ponovo pokušala osvojiti Beč. Ono što nije uspjelo još prije 150 godina u vrijeme procvata Osmanskog Carstva, sad se u vojnom pohodu Kara Mustafe protiv Jana III. Sobjeskog pretvorilo u katastrofu i dovelo do prekretnice u obračunavanju s europskim državama. Kad su nakon ovog poraza postale vidljive sve vojne slabosti Osmanlija, na poticaj Pape počela je djelovati Sveta Alijansa Habsburgovaca, Venecije i Poljske s napadom na Osmansko Carstvo na više frontova. Nakon teških poraza kod Mohača (1687.), Slankamena (1691.) i Sente (1697.) morali su Mirom u Srijemskim Karlovcima prihvatiti gubitak Mađarske, Dalmacije, Podolja i Peloponeza. U igru je kao protivnik na sjevernoj granici ušla i Rusija. Car Petar I. postavio si je kao važan cilj izlazak na Crno more, što je i dobio 1695. mjestom Azov na Donu.
Vanjski problemi izazvali su i unutrašnje. 1687. je zbog vojnih poraza svrgnut Mehmed IV., a 1703. dolazi do krvavog incidenta u kojem su ustanici ubili šeika Fejzulaha i svrgnuli sultana Mustafu II.
Iako je Osmansko Carstvo sve više prelazilo u defenzivu, njegova vojna snaga je još uvijek bila vrlo velika. 1711. je strahovito potuklo rusku vojsku u bitci na Prutu i zauzelo luku Azov. Ni danas nije sasvim jasno zašto ta pobjeda nije bolje iskorištena. Nakon što je moldavski vojvoda Dimitrije Kantemir prešao na rusku stranu, Osmanlije su na sve upravne položaje u Moldaviji i Vlaškoj postavili Grke iz Carigradske četvrti Fanar koji su već duže vrijeme kao prevoditelji igrali važnu ulogu u politici. To je trajalo sve do polovine 19.stoljeća, a u dunavskim vojvodstvima se to razdoblje nazivalo fanarotska vladavina. Bili su uspješni i u sukobima s Venecijom pa su 1715. ponovo dobili Peloponez.
Nakon što se udružila s Austrijom, Rusija 1736. počinje rat s Osmanskim Carstvom. Nakon početnih neuspjeha, i taj je rat završio pobjedom Osmanlija, pa su mirom sklopljenim u Beogradu vratili sjevernu Srbiju i Malu Vlašku. Ovom je svakako doprinijela modernizacija Osmanskoga topništva u čemu je značajnu ulogu imao Ahmed Paša, Comte de Bonneval. Sve u svemu, ti skupi ratovi i veliki gubici u njima tijekom tri desetljeća, nisu doveli do značajnih teritorijalnih promjena. Nakon osmansko-ruskih ratova slijedilo je razdoblje mira dugo kao nikada do tada.

### Rusko-osmanski ratovi
Tijekom rata 1768. do 1774. protiv Rusije Osmansko je Carstvo moralo prihvatiti kao činjenicu da je izgubilo svoj položaj velesile. Rusija je 1770. premjestila svoju mornaricu s Baltika u Sredozemlje i uništila osmansku mornaricu na sidrištu. Nakon mira iz Kučuk Kajnardžija Osmansko Carstvo je moralo dati nezavisnost Krimskom Kanatu (koji je već nakon nekoliko godina postao ruska provincija), dijelove sjevernog Kavkaza ustupiti Rusiji, a Bukovinu Austriji.
Ni jedna strana nije namjeravala ostati na zatečenim pozicijama. Carica Katarina II. je razradila tzv. "Grčki projekt" kojim bi Bizantsko Carstvo oživjelo kao ruski vazal, dok bi ostale dijelove Osmanskog carstva između sebe podijelili Rusija, Austrija i Venecija. Međutim, Venecija i Austrija nisu pokazali zanimanje za taj projekt. 1783. je Rusija anektirala Krim i počela s njegovim privrednim razvijanjem. Četiri godine kasnije je carica krenula s Grigorijem Potemkinom (Potemkinova sela) u inspekciju na Krim, što je bila izrazita demonstracija moći. Osmanlije, koji su ionako namjeravali vratiti područja izgubljena u prethodnom ratu, još iste godine su objavili rat Rusiji. Nakon početnih uspjeha  crnomorske flote bili su mirom od 1791. prisiljeni napustiti dodatna područja, ovaj put teritorij između Dnjepra i Južnog Buga.

### Reforme
Selim III. je iz ovih poraza izvukao pouku i krenuo s provođenjem reformi uprave i vojske. Uz pomoć europskih savjetnika pokušao je pored janjičara oformiti nove trupe. Njegov plan da postepeno janjičare prevede u te nove trupe izazvao je pobunu čiji je vrhunac bio, da su ga 1807. svrgnuli s prijestolja. Slijedili su dramatični događaji. Selimov rođak, Bajraktar Mustafa, krenuo je u planirajući ga ponovo postaviti za sultana ali je zakasnio. Selim je u međuvremenu već bio zadavljen. Preostalo mu je jedino da Mustafu IV., kojeg su postavili janjičari, zamijeni Mahmudom II. koji je jedva izbjegao da i njega ubiju. Zauzvrat, Mahmud je postavio Bajraktara Mustafu za Velikog vezira i nastavio započete reforme izbjegavajući pri tome direktne sukobe s janjičarima. Već sljedeće godine je ponovo došlo do pobune. Kako bi izbjegao da ga svrgnu ponovo u korist Mustafe, dao ga je ubiti.

### Nacionalizam
Upravitelj Egipta u razdoblju od 1805. do 1848. Muhamed Ali Paša je postepeno prigrabio svu vlast, i sustavni dao likvidirao utjecajne mamelučke emire. Pomoću provedenih reformi Egipat je uskoro na raznim područjima nadmašio središnji Carigrad. Muhamed je i zasnovao dinastiju koja je trajala sve do polovine 20. stoljeća.
Kroz čitavo 19. stoljeće kao značajan problem Osmanskog Carstva provlačio se nacionalizam koji se budio u osvojenim zemljama. Prvo su se, 1804., pobunili Srbi i do 1830. su se izborili za vrlo veliku autonomiju. Osim toga, i fanariotska vladavina u Dunavskim vojvodstvima (Vlaška) je 1826. završila.
Podržan od nekih Europljana, ponovo je oko 1820. osnažio i grčki pokret za nezavisnost. S tim u vezi, Osmanlije su se sreli sa specifičnim problemom. U upravi Carstvom sudjelovali su utjecajni Grci (Fanarioti) koji su dijelom simpatizirali ovaj pokret u Grčkoj. U ratu 1826. Mahmud je bio prisiljen pozvati u pomoć Egipatske trupe omrznutog Muhameda Ali Paše Egipatskog. Usprkos određenim uspjesima vojske Ali Paše Osmansko je Carstvo 1830. bilo prisiljeno dati Grčkoj neovisnost.
Ovaj primjer pokazuje, da je da je Osmansko Carstvo postalo loptica u igri europskih sila. Tzv. "Orijentalno pitanje" postalo je trajnom temom diplomacije tog vremena. Ruski interes je bio slobodan pristup Sredozemlju preko Crnog mora i kroz Dardanele. Uz to, Rusi su se na Balkanu umiješali u događanja kao zaštitnici svoje pravoslavne "braće u Kristu". Austrija kao i Engleska i Francuska su u tome vidjela pokušaj ruske ekspanzije u područje koje su smatrali svojom interesnom sferom pa su stoga bile sklone podržati opstanak oslabljenog Osmanskog Carstva.
To je dovelo do toga, da su se savezi raskidali i sklapali sukladno trenutnim interesima. Tako su u Krimskom ratu, izazvanom ruskim osvajanjem Vlaške i Moldavije Francuzi i Englezi sudjelovali na strani Osmanlija. Pariškim mirom je područje južne Besarabije u delti Dunava (oko četvrtine ukupne površine) s okruzima Cahul, Bolgrod i Ismail ponovo vraćeni kneževini Moldaviji koja je bila pod vrhovnom upravom Porte, a Crno more je demilitarizirano.

### Tanzimat
Novo razdoblje reformi (1838. – 1876.) usko se veže uz ime Velikog vezira Mustafe Rešid Paše kao i kasnije Ali Paše i Fuad Paše. Mjere su postale poznate pod imenom "Tanzimat-i Hayrire" (blagotvorni novi red) i događaju se u vrijeme vladavine sultana Abdula Medžida I. i Abdula Aziza. Mjere dovode nemuslimane u jednak položaj s Muslimanima, potpuno mijenjaju pravosudni sustav i uvode opću vojnu obavezu.
S reformama koje su zahtijevale velike europske sile - a vezano uz industrijsku zaostalost - rastu gospodarski problemi. Trgovačkim ugovorima (nazvanim "kapitulacija") je tržište Osmanskog Carstva otvoreno Europljanima, a uvozne carine su bile niže od izvoznih. Zbog nedovoljne konkurentnosti osmanlijskih zanata Osmansko Carstvo postaje izvoznik sirovina, a uvoznik europskih roba.
Za to vrijeme nemiri na Balkanu nikako nisu prestajali. Nakon rata sa Srbijom sazvana je međunarodna konferencija u Carigradu kako bi se raspravilo o budućnosti Balkana. Kako bi pokazao svoju spremnost za reforme, Abdul Hamid II., koji je u međuvremenu pobunom došao na vlast, je najavio donošenje ustava kojim bi se uveo parlamentarni sustav.
Velike sile su na konferenciji tražile nezavisnost dvaju provincija na bugarskom području, kao i za Bosne i Hercegovine. Kad je Porta odbila taj prijedlog, Rusija objavljuje rat, osvaja Edirne i napreduje prema Carigradu. Druge europske sile su ponovo osjetile ugroženim svoje interese, a i prijetio je širi europski rat, 1878. je organiziran Berlinski kongres čiji je glavni inicijator bio Otto von Bismarck. Na kongresu Srbija i Crna Gora dobivaju nezavisnost, a Vlaška i Moldavija koje su od ranije bile u personalnoj uniji udružuju se u samostalnu državu Rumunjsku.

### Abdul Hamid II.
Abdul Hamid je opozvao svoje unutrašnjopolitičke reforme. Midhat Paša, tvorac Ustava, je smijenjen a Parlament raspušten. Razdoblje vladavine Abdul Hamida obilježava tiranija i špijuniranje, a on kao Sultan ima, u stvari, svu vlast. Sad Porta dospijeva u potpunu financijsku ovisnost o europskim silama. Nakon što je objavljen državni bankrot, Dette publique preuzima veći dio uprave državnim financijama a europski kapital nesmetano prodire u zemlju. Interes kapitala se koncentrira na izvore sirovina u Iraku i poduzima velike projekte, kao što je gradnja Bagdadske pruge. Tu na scenu stupa Njemačko Carstvo koje je, najkasnije s Berlinskim kojgresom, postalo važan partner Osmanskog Carstva.
Početkom 20. stoljeća posnovo jača unutrašnja oporba, posebno pokret Mladoturaka. Suočena s opasnošću vojne pobune, Porta je bila prisiljena 1908. ponovo staviti na snagu Ustav.

### Mladoturci
Bugarska je iskoristila nastalu zbrku i s istočnom Rumeliom osnovala nezavisnu državu, a  Austro-Ugarska anektira Bosnu i Hercegovinu. Reakcionarne snage su za te velike teritorijalne gubitke optužile vodstvo Mladoturaka i pokušale 1909. izvesti državni udar. Njegov neuspjeh doveo je do smjene Abdul Hamida njegovim bratom Mehmedom. Od sad Sultan ima još samo reprezentacijsku ulogu, dok vladu formira Veliki vezir. Istovremeno, na njegovo imenovanje imaju Mladoturci bitan utjecaj. Izmijenjenim ustavom etablira se parlamentarni sustav.
Mladoturci su slijedili reformski kurs, ali su bili sputavani napetom vanjskopolitičkom situacijom. Osim toga, njihov je nacionalizam imao vrlo ozbiljne posljedice. Tako su u arapskim provincijama kao službeni jezik uveli turski, što je dovelo do toga da su u ratovima koji su slijedili, izgubili podršku stanovništva u neturskim područjima.
Desetljeće vladavine Mladoturaka su obilježili teški ratovi. Prvo su 1911. izgubili Tripoli, uzeli su ga Talijani. Zatim su se u Prvom balkanskom ratu 1912. udružili Albanija, Bugarska, Srbija, Grčka i Crna Gora u Balkanski savez protiv Osmanskog Carstva koje je time izgubilo gotovo sva europska područja, uključujući i grad Edirne. Međutim, Bugari su već sljedeće godine napali svoje ranije saveznike koji su dobili podršku Osmanlija. Nakon bugarskog poraza, postavljena je granica koja je između Bugarske i Turske ostala neizmijenjena do danas.
Početkom Prvog svjetskog rata su prvo pokušali zadržati neutralnost. Mnogima je bilo jasno, da se moraju prilkoniti jednoj strani kako bi uopće vojno opstali. Tradicionalno su surađivali s Njemačkim Carstvom, ali su i s nekim silama Antante imali dobre odnose i živu trgovinu. Na poticaj Enver-paše dolazi na kraju do ratnog saveza s Njemačkom i Austro-Ugarskom, ali kabinet nije u tom odabiru bio jedinstven.
Kako bi ugušili armenski oružani ustanak, osmanska vlada je 24. travnja 1915. počela s uhićenjima, deportiranjem i ubijanjem armenskih civila koji su živjeli u Carigradu i to je bio uvod u ubijanje najmanje 600.000 Armenaca (neki izvori tvrde da je ubijeno do 1,5 milijuna Armenaca). Na taj način ubijene su dvije trećine kršćanskog naroda koji je tisućljećima živio na području Osmanskog Carstva. (Vidi članak Armenski genocid)
Posljedice rata su bile katastrofalne. U Arabiji se nisu imali čime suprotstaviti britanskim snagama. Već 1916. se Husein Ibn Ali (Emir Meke otresao osmanske vlasti i proglasio se kraljem Arabije. Na kraju je priznat kraljem Hedža, dok je preostali dio Carstva podijeljen u interesne sfere prema sporazumu Sykes-Picot. Godine 1917. je Balfourovom deklaracijom dio Palestine obećan Židovima kao "nacionalna domovina". Zbog Oktobarske revolucije i mirovnim ugovorom iz Brest-Litovska je doduše Rusija izašla iz rata, ali pobjedničke snage su u studenom 1918. zauzele veliki dio nekadašnjeg Osmanskog Carstva. Mladoturski "triumvirat" od Kemal Paše, Talat Paše i Enver Paše se raspao, i pobjegao. Nakon što je iste godine umro Mehmed V., naslijedio ga je njegov brat Mehmed VI. On je bio politički sasvim ovisan o pobjedničkim silama, pa je nakon ukidanja Sultanata u studenom 1922. napustio Carigrad.

### Nastanak moderne Turske
Došlo je do otpora okupacijskom režimu. Pri tome je istaknutu ulogu imao Mustafa Kemal Paša (kasnije mu je turski parlament dodijelio dodatak imenu Atatürk ("otac Turaka"). Uskoro se na nezaposjednutim područjima pod vodstvom Kemalovog pokreta formirala "protuvlada". Na izborima provedenim 1919. pokret osvaja dvotrećinsku većinu i sjedište seli u Angoru (danas Ankara) sjedište svoje "protuvlade". U travnju 1920. se tu konstituira "Velika turska Nacionalna skupština". Nova je vlada njegovala dobre odnose sa, u međuvremenu, boljševičkom Rusijom a Francuska, koja je imala mandat nad južnim dijelom centralne Anatolije, ju je praktično priznala.
1920. je Porta ratificirala od Sultana ranije potpisan ugovor iz Sevresa kojim je turskoj državi oduzet suverenitet, ali ga Ankara nije priznala. Došlo je do nacionalnog oslobodilačkog rata. Pri tome su prvo protjerane grčke trupe, a zatim je u tzv. Maloazijskoj katastrofi prije svega u Smirni (od tada turski Izmir) sve većinsko grčko civilno stanovništvo koje je tu živjelo tisućljećima pobijeno ili protjerano.
Uspjesi Kemalovih pristalica doveli su do gorkog gubitka ugleda vlade Sultana Mehmeda VI. U pregovorima o ugovoru u Lozani sudjelovali su i Kemalovci, što je bilo ravno međunarodnom priznanju. 23.listopada 1923. je Ankara proglašena glavnim gradom, a 29. listopada je i službeno proglašena Republika. Kemal Paša je postao predsjednik države, a Ismet Paša predsjednik vlade novoosnovane Republike. Zadnji Sultan Mehmed VI. i svi članovi Osmanske dinastije morali su zauvijek napustiti zemlju.

## Osmanlijsko-hrvatski odnosi

### Prvi susreti Osmanlija i Hrvata
Srednjovjekovno Kraljevstvo U Bosni je prvo od svih zemalja u kojima su u povijesti obitavali Hrvati došlo u dodir s Osmanskim Carstvom. Nakon osvajanja istog od strane Turaka-Osmanlija, Turci stvaraju tampon-državu pod vlašću jednog od potomaka kraljevske obitelji Kotromanić, Matije Radivojevića, kojega Osmansko Carstvo neko vrijeme priznaje kao zakonitoga kralja u Bosni i turskoga vazala. Međutim, poslije zauzimanja nekoliko tvrđava, koje su se još uvijek opirale vojnoj okupaciji, Osmansko Carstvo postupno preuzima potpuni vojni nadzor nad zemljom.
Do 1465. godine hercegovački plemić herceg Stjepan Vukčić Kosača čak uspostavlja potpunu prevlast na prostoru Zahumlja i Travunije, ali biva potisnut i povlači se u svoju tvrđavu u luci Novi na južnom Jadranu, koju je osnovao još kralj Tvrtko, gdje i umire 1466. godine, a Novi se od tada, po hercegu Stjepanu, zove Herceg-Novi.

### Islamizacija na osvojenim hrvatskim područjima
Na područjima koje su osvojile osmanlije provodio se postupak islamizacije, što je najvidljivije na području bosanskog sandžaka. Po poreznom registru iz 1520. godine za područje bosanskog sandžaka broj muslimana prešao 45% ukupnog stanovništva,dok nam porezni registar iz 1624. godine govori da u Bosni živi oko 150.000 katolika, oko 75.000 pravoslavaca i čak 450.000 muslimana. Dakle, glavni proces islamizacije, prijelaza lokalnog stanovništva na muslimansku vjeru i doseljavanja muslimana, je trajao oko 150 godina, i bio je vrlo uspješan. Taj je sandžak radi uspjele islamizacije cijelo vrijeme vladavine Osmanskog Carstva imala povlašten status u odnosu na sva druga područja u njegov sastavu na Balkanskom poluotoku. 

Vladajuća klasa je bila islamske vjere, te se na svim prostorima kojima su ovladali polako zbivao proces mijenjanja vjere običnog puka. Razlozi promjene vjere su mnogostruki: manji porezi za muslimane; zadržavanje i dobivanje posjeda; izbjegavanje danka u krvi; izbjegavanje odmazde; oportunizam jer mu je tako više odgovaralo (kako se danas mijenja pripadnost političkoj stranci u ovisnosti tko je na vlasti); prkos; osveta; izbjegavanje kazne; nepovoljni gospodarski uvjeti; jer se imalo "nož pod vratom", odnosno zbog fizičke prisile. Dok se stimulirao prelazak na islam, u isto vrijeme se one koji su se željeli vratititi na kršćanstvo kažnjavalo smrću.

Iz već spomenutih poreznih registara se može vrlo jasno pratiti i jedan drugi proces, a to je širenje pravoslavlja po Bosni i Hercegovini. U srednjovjekovnoj državi Bosni pravoslavlje je šireno među pripadnicima krstjana u Bosni, bez ikakva rezultata. Osim nešto malo pravoslavaca u malom dijelu jugoistočne Bosne, pravoslavlje nigdje drugdje nije uhvatilo korijena među Bosancima, te je u vrijeme srednjovjekovne Bosne ta vjeroispovijed bila krajnje zanemariva pojava u Bosni.

Međutim, po ulasku Bosne u sastav Osmanskog Carstva vidljiv je znatan porast broja pravoslavaca u Bosni, kada se pojavljuju gdje ih do tada nije bilo, što se objašnjava činjenicom da je Osmansko Carstvo imalo blagonaklon stav prema njima u odnosu na katoličko stanovništvo, prvenstveno zbog toga što su osmanlije imale utjecaj na izbor visokog pravoslavnog svećenstva a i sjedište pravoslavne crkve je bilo u Osmanskom Carstvu (Pećka patrijaršija, Carigrad i Atos), dok s druge strane neprekidno ratuje s velikim brojem katoličkih zemalja, te su tako katolici radije prelazili na pravoslavlje nego na islam zulumčara, odnosno odlazili su jedinom kršćanskom svećenstvu kojem je bilo dopušteno djelovati na tom području. Osim toga, kasnije je pravoslavno svećenstvo imalo povlašten status, pa su isti nastojali nametati se katolicima u Osmanskom Carstvu.
Osmansko Carstvo je zapravo bilo velika vojna organizacija, koju su zanimala samo nova osvajanja i ubiranje poreza, te je njen upravni sustav bio oblikovan za osiguravanje ljudstva za vojsku i novca za njeno plaćanje. Ovaj upravni sustav bio je vrlo revnosno provođen, prvenstveno kroz porezne registre stanovništva iz kojih se mogu točno vidjeti, što se Balkana tiče, dvije stvari: proces prelaženja stanovništva na Islam, jer su ovi porezni registri razvrstavali stanovništvo po vjeroispovijedi, a također i to da u regiji nije bilo nikakvog masovnog doseljavanja osmanskih Turaka ili bilo koga drugog, koje bi značajno promijenilo etničku sliku domicilnog stanovništva.

## Vanjske poveznice
- Osmanska vlast: Tamni vilajet i beskrajni rat 1463.-1878.

Wikimedijski zajednički poslužitelj:
|  | Zajednički poslužitelj ima još gradiva o temi Osmansko Carstvo |